# 尼爾森高原
86°20′S 158°0′W / 86.333°S 158.000°W
尼爾森高原（英語：Nilsen Plateau）是南極洲的高原，位於毛德王后山脈，處於阿蒙森冰川和斯科特冰川之間，長60公里、寬22公里，最高點海拔高度3,940米，該高原在1911年11月由挪威探險隊發現。